# Моногенеи

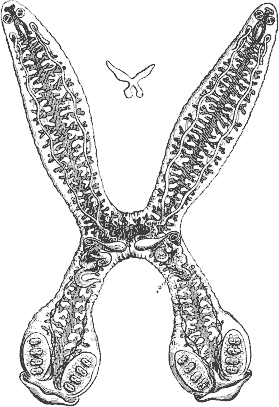
Diplozoon paradoxum

Моногене́и, или моногенети́ческие соса́льщики (лат. Monogenea) — класс паразитических плоских червей (Plathelminthes). На заднем конце тела взрослых червей расположен характерный прикрепительный диск — гаптор. В роли хозяев для представителей большинства видов выступают рыбы, реже — земноводные и рептилии. Жизненный цикл в подавляющем большинстве случаев включает одно поколение, развивающееся без смены хозяев. Заражение, за редкими исключениями, осуществляет свободноплавающая ресничная личинка — онкомирацидий. Известно около 2000 видов. Некоторые моногенеи (например, Gyrodactylus и Dactylogyrus) способны приводить к гибели рыб в естественных водоёмах и прудах рыбных хозяйств.

## Строение
Длина моногеней обычно не превышает 1 мм, реже 40—50 мм (Callorhynchicola branchialis — паразит химер).
Тело билатерально-симметричное, уплощённое, как правило вытянутое (реже почти округлое). Задний конец несёт прикрепительный диск, вооружённый хитиноидными крючками или клапанами (действующими как зажимы), мускулистыми присосками или сочетанием этих образований; часто сам диск преобразован в мощную присоску. Пространство между покровами и кишкой паразитов заполнено соединительной тканью — паренхимой. Покровы представлены тегументом. Тело бесцветное или слегка окрашенное просвечивающими внутренними органами, главным образом — кишечником. Выделительная система построена по типу протонефридиев, открывается наружу 2 боковыми отверстиями. Органы кровообращения и дыхания отсутствуют. Нервная система представлена крупным головным ганглием и 2 продольными стволами; обычно в прикрепительном диске кольцевидная нервная комиссура с несколькими ганглиями. Из органов чувств имеются чувствительные папиллы и на переднем конце тела 1—2 пары глаз.
Моногенеи — гермафродиты, в основном яйцекладущи. Развитие обычно без смены хозяев и чередования поколений. Моногенеи обладают сравнительно простым развитием, которое сопровождается лишь метаморфозом.

### Личинка
Личинка моногеней называется онкомирацидием, что в переводе означает «мирацидий с крючками». Размер, в зависимости от вида, 100—300 мкм в длину и 30—100 мкм в ширину.
На теле личинки расположены ресничные эпидермальные клетки, как правило собранные в несколько ресничных поясов. Между ними находятся участки неодермиса, ресничек не имеющие.
Личинка обладает хорошо развитым церебральным ганглием, находящимся в передней трети тела. Рядом с ним расположены четыре бокальчатых рабдомерных фоторецептора. Два из них направлены вперёд, а два — назад, благодаря чему личинка может определять, откуда падает свет. Зрение помогает личинке при выходе из яйца и при поиске хозяина.
На переднем конце личинки расположены и другие рецепторы, функции которых до конца не выяснены.
Также в передней трети тела расположен рот, который ведёт в неразветвлённый мешкообразный кишечник.
На заднем конце тела находится прикрепительный диск, который несёт так называемые ларвальные крючки, а часто и другие дополнительные структуры, служащие для прикрепления к хозяину.

## Образ жизни
Моногенеи — паразиты рыб, реже земноводных или пресмыкающихся (черепахи); 1 вид — Oculotrema hippopotami — паразитирует под веками гиппопотама. Паразитируют чаще на жабрах или коже хозяев, реже являются эндопаразитами (например, Acolpenteron — паразит мочеточников рыб). Болезни, которые вызывают моногенеи, называются моногеноидозами.

## Прикладное значение
Моногенетические сосальщики сильно вредят рыбному хозяйству. Наиболее важное значение имеют многие представители семейства Dactylogyridae, живущие на жабрах пресноводных рыб. Dactylogyrus нападает на молодь карпов, причём на одной рыбе могут быть до 500 этих мелких (1—3 мм) паразитов. Они питаются слизью, эпителием или (реже) кровью хозяина, вызывая иногда массовую гибель рыб. У человека не паразитируют.

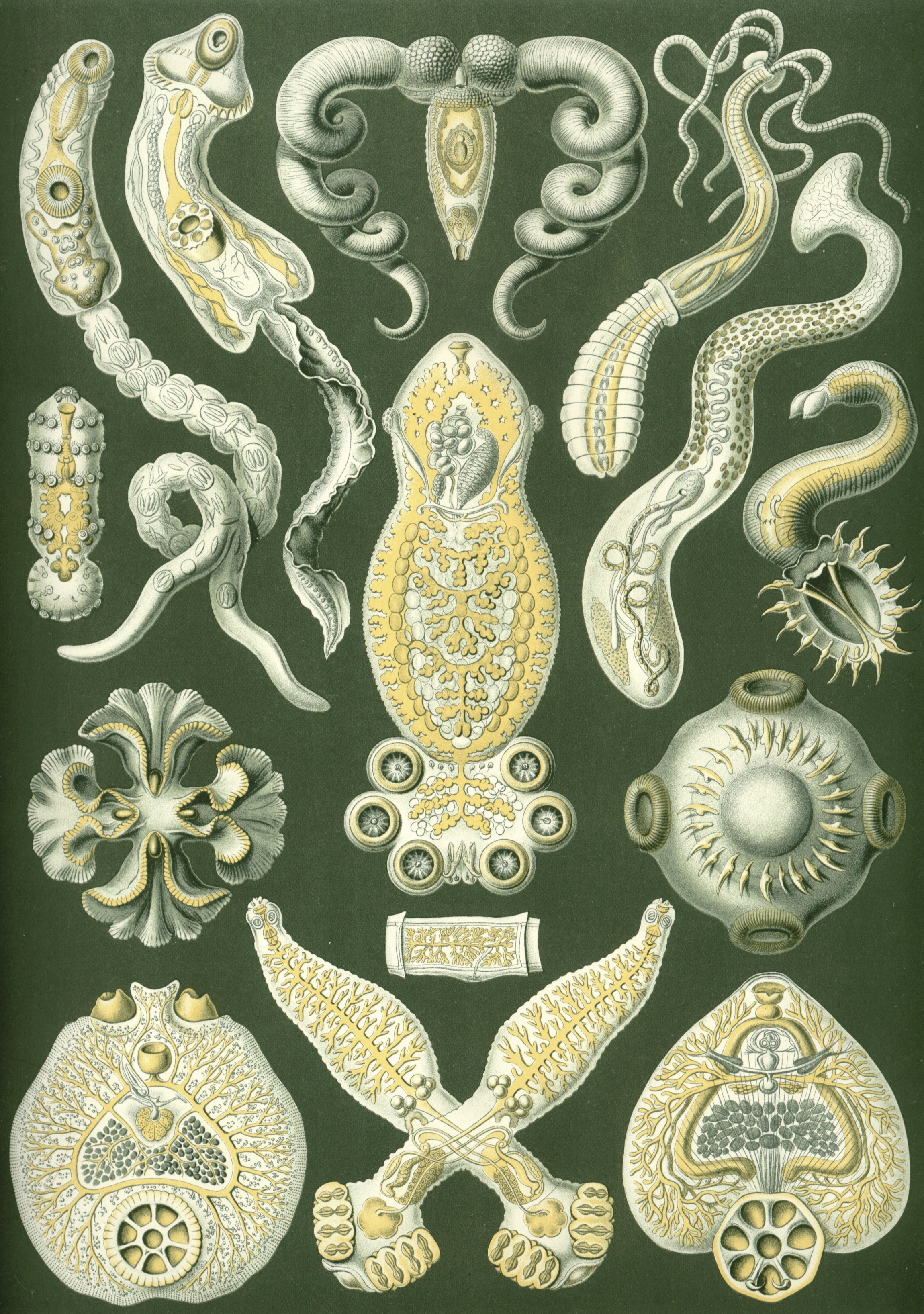

## Филогения и система
В настоящее время к классу моногеней относят свыше 2200 видов, подразделяемых на 2 подкласса и 9 отрядов.
Западная и русская традиции выделения подклассов различны. Хотя обе системы основываются на ряде признаков (например, строении половой системы) наиболее известные различия касаются строения гаптора (прикрепительного диска). Принятое на Западе деление на Monopisthocotylea и Polyopisthocotylea было предложено в 1912 году шведом Нильсом Однером (швед. Nils Odhner) и связано с развитием на гапторе у представителей второй группы краевых присосок или клапанов, тогда как у первой группы прикрепительный диск представляет собой одну неразделённую присоску.
Согласно системе советского исследователя Бориса Евсеевича Быховского, моногеней следует подразделять на Polyonchoinea и Oligonchoinea, наиболее принципиальное различие прикрепительных дисков которых состоит в редукции у последних краевых крючьев.
Использованные признаки взаимосвязаны и различие составов при этих двух вариантах деления касаются лишь семейства Polystomatidae, гаптор которых несёт несколько краевых присосок, на дне которых располагаются рудиментарные краевые крючья.